# Eunidia pseudocastanoptera
Eunidia pseudocastanoptera là một loài bọ cánh cứng trong họ Cerambycidae.